# 글로리아 루번
글로리아 루번(Gloria Reuben, 1964년 6월 9일 ~ )은 캐나다의 배우이다.

## 출연 작품

### 드라마
- 에이전시

### 영화
- 센티넬 - 메리웨더 부인 역
- 고잉 플레이스